# Coelotes pastor
Coelotes pastor är en spindelart som beskrevs av Simon 1875. Coelotes pastor ingår i släktet Coelotes och familjen mörkerspindlar.
Artens utbredningsområde är Frankrike.

## Underarter
Arten delas in i följande underarter:
- C. p. carpathensis
- C. p. cooremani
- C. p. pickardi
- C. p. tirolensis